# Rheumaptera albodecorata
Rheumaptera albodecorata är en fjärilsart som beskrevs av Blackmore 1920. Rheumaptera albodecorata ingår i släktet Rheumaptera och familjen mätare. Inga underarter finns listade.